# 馬雅芬
馬雅芬，是一位出身臺灣臺南的連鎖茶飲集團企業家。她是茶飲品牌50嵐的領導人物之一。

## 生平
畢業自淡江大學法文系後，馬雅芬開始進入觀光旅遊業任職，並先後在台北西華飯店、臺中長榮桂冠酒店及高雄等處服務。
2000年，馬雅芬向其兄長馬瑞東（馬紹維）請求代理連鎖茶飲品牌50嵐台中區的營運事務。
2002年，臺中首家50嵐在健行路開幕；當時，為尋找合適的經營管理模式，馬雅芬經常在門市裡工作並進行觀察。
2007年，馬雅芬以其小名Koi將新品牌命名為「KOI Café」，並將該品牌引入新加坡；創業初期，她曾考取當地駕照並親自參與觀察物流過程。在當地第四間分店開幕後，馬雅芬決定返回臺灣入東海大學EMBA班就讀。在就讀EMBA班時，馬雅芬與寶島眼鏡董事長蔡國洲結識，並決定在中國大陸和港澳地區合資設立Koi Thé；隨後，Koi Thé陸續在廈門、重慶、成都、上海、廣州等地開設門市，又逐漸擴張至泰國、越南、馬來西亞、印尼及緬甸等地。

## 另見
- 五十嵐 (臺灣)

## 外部連結
- 馬雅芬的Facebook專頁